# Cymodocea
Cymodocea är ett släkte av enhjärtbladiga växter. Cymodocea ingår i familjen Cymodoceaceae.
Kladogram enligt Catalogue of Life:
| Cymodocea | \| \| Cymodocea angustata \| \| \| \| \| \| Cymodocea nodosa \| \| \| \| \| \| Cymodocea rotundata \| \| \| \| \| \| Cymodocea serrulata \| \| \| \| |
|           | \| \| Cymodocea angustata \| \| \| \| \| \| Cymodocea nodosa \| \| \| \| \| \| Cymodocea rotundata \| \| \| \| \| \| Cymodocea serrulata \| \| \| \| |
|           | Amphibolis |
|           | |
|           | Halodule |
|           | |
|           | Syringodium |
|           | |
|           | Thalassodendron |
|           | |
|           | Cymodocea angustata |
|           | |
|           | Cymodocea nodosa |
|           | |
|           | Cymodocea rotundata |
|           | |
|           | Cymodocea serrulata |
|           | |

|  | Cymodocea angustata |
|  |                     |
|  | Cymodocea nodosa    |
|  |                     |
|  | Cymodocea rotundata |
|  |                     |
|  | Cymodocea serrulata |
|  |                     |

## Bildgalleri

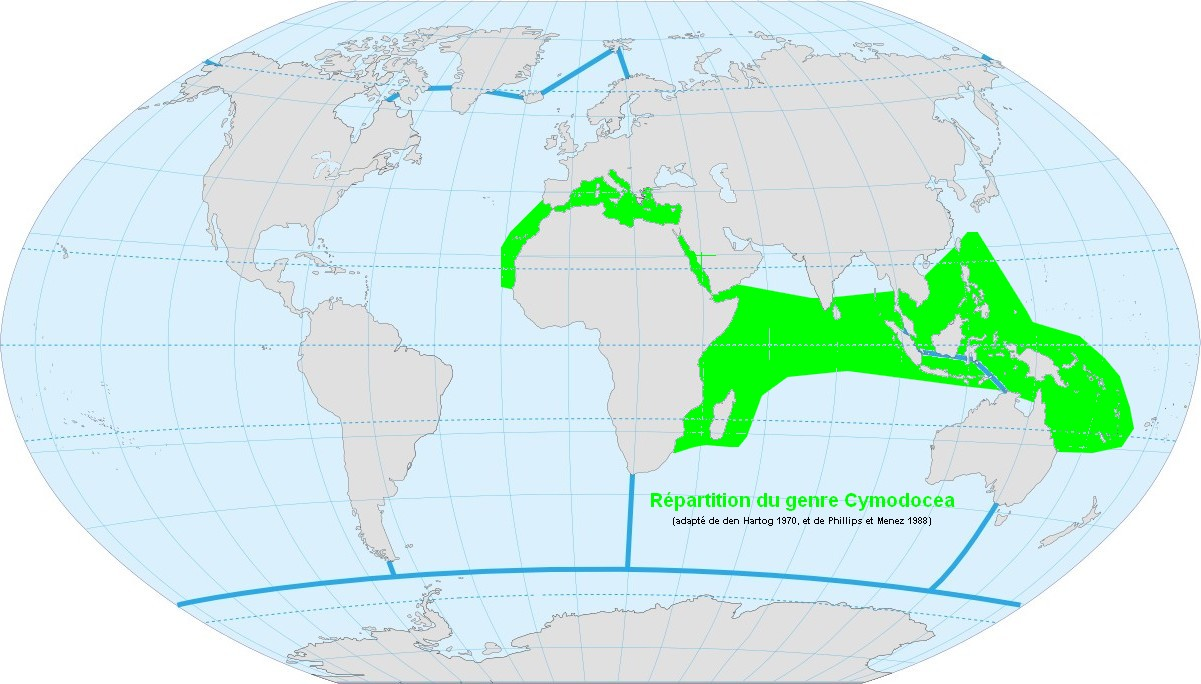